# Lijst van voetbalinterlands Myanmar - Tadzjikistan
Deze lijst van voetbalinterlands is een overzicht van alle officiële voetbalinterlands tussen de nationale teams van Myanmar en Tadzjikistan. De landen hebben tot nu toe vijf keer tegen elkaar gespeeld. De eerste ontmoeting, een groepswedstrijd tijdens de AFC Challenge Cup 2010, werd gespeeld in Colombo (Sri Lanka) op 20 februari 2010. Het laatste duel, een kwalificatiewedstrijd voor de Azië Cup 2023, vond plaats op 8 juni 2022 in Bisjkek (Kirgizië).

## Wedstrijden
| № | Plaats   | Datum            | Competitie                 | Wedstrijd              | Uitslagi |
| - | -------- | ---------------- | -------------------------- | ---------------------- | -------- |
| 1 | Colombo  | 20 februari 2010 | AFC Challenge Cup 2010     | Tadzjikistan − Myanmar | 3 − 0    |
| 2 | Colombo  | 27 februari 2010 | AFC Challenge Cup 2010     | Tadzjikistan − Myanmar | 1 − 0    |
| 3 | Mandalay | 14 november 2019 | WK 2022 kwalificatie       | Myanmar − Tadzjikistan | 4 − 3    |
| 4 | Osaka    | 15 juni 2021     | WK 2022 kwalificatie       | Tadzjikistan − Myanmar | 4 − 0    |
| 5 | Bisjkek  | 8 juni 2022      | Azië Cup 2023 kwalificatie | Tadzjikistan – Myanmar | 4 – 0    |

## Samenvatting
| Competitie            | Totaal gespeeld | Winst Myanmar | Gelijk | Winst Tadzjikistan | Doelsaldo Myanmar – Tadzjikistan |
| --------------------- | --------------- | ------------- | ------ | ------------------ | -------------------------------- |
| WK-kwalificatie       | 2               | 1             | 0      | 1                  | 4 − 7                            |
| Azië Cup-kwalificatie | 1               | 0             | 0      | 1                  | 0 − 4                            |
| AFC Challenge Cup     | 2               | 0             | 0      | 2                  | 0 − 4                            |
| Totaal                | 5               | 1             | 0      | 4                  | 4 − 15                           |

MFF · 
A-internationals · 
Myanmarees vrouwenelftal
1951 – 1959 · 
1960 – 1969 · 
1970 – 1979 · 
1980 – 1989 · 
1990 – 1999 · 
2000 – 2009 · 
2010 – 2019 ·
2020 − 2029
Bahrein ·
Bangladesh ·
Bolivia ·
Brunei ·
Burundi ·
Cambodja ·
China ·
DDR ·
Filipijnen ·
Guam ·
Hongkong ·
India ·
Indonesië ·
Irak ·
Iran ·
Israël ·
Japan ·
Kirgizië ·
Koeweit ·
Laos ·
Lesotho ·
Libanon ·
Libië ·
Luxemburg ·
Macau ·
Malediven ·
Maleisië ·
Marokko ·
Mongolië ·
Nepal ·
Nieuw-Zeeland ·
Noord-Korea ·
Oman ·
Oost-Timor ·
Pakistan ·
Palestina ·
Qatar ·
Singapore ·
Sri Lanka ·
Syrië ·
Tadzjikistan ·
Taiwan ·
Thailand ·
Turkmenistan ·
Verenigde Arabische Emiraten ·
Vietnam ·
Zuid-Korea ·
Zuid-Vietnam
TFF · A-internationals · Tadzjieks vrouwenelftal
1994 – 1999 ·
2000 – 2009 ·
2010 – 2019 ·
2020 − 2029
Afghanistan ·
Australië ·
Azerbeidzjan ·
Bahrein ·
Bangladesh ·
Bhutan ·
Brunei ·
Cambodja ·
China ·
Estland ·
Filipijnen ·
Guam ·
Hongkong ·
India ·
Irak ·
Iran ·
Japan ·
Jemen ·
Jordanië ·
Kazachstan ·
Kirgizië ·
Koeweit ·
Libanon ·
Macau ·
Malediven ·
Maleisië ·
Mongolië ·
Myanmar ·
Nepal ·
Noord-Korea ·
Oeganda ·
Oezbekistan ·
Oman ·
Pakistan ·
Palestina ·
Qatar ·
Rusland ·
Saoedi-Arabië ·
Singapore ·
Sri Lanka ·
Syrië ·
Thailand ·
Trinidad en Tobago ·
Turkmenistan ·
Verenigde Arabische Emiraten ·
Vietnam ·
Wit-Rusland ·
Zuid-Korea